# 2015年缅甸军机侵入云南事件
2015年缅甸军机侵入云南事件為2015年3月缅北内战中，缅甸战机多次穿越滇緬國境，落彈於中方一側，其中於13日一次3发炮弹落在云南省临沧市耿马县孟定镇河外大水桑树，造成中国平民5死8伤。

## 背景
2015年2月9日起，缅甸政府军对缅甸北部果敢地区（缅甸掸邦果敢自治区）进行大规模军事行动，缅甸果敢同盟军在克钦独立军、德昂民族解放军等缅北武装的支持下展开反攻，其后战事不断升级。2月17日，缅甸总统吴登盛签署总统令，在果敢地区实施为期90天的紧急状态并军事接管当地一切权力。战事持续进行造成众多缅甸难民逃入中国云南地区。3月7日据云南省委书记李纪恒表示，共有6万人次缅甸边民进入了中国。

## 经过
3月8日，缅甸政府军与缅北武装冲突时，有流弹落入中方一侧，造成一处民房受损，无人员伤亡。
3月12日，缅甸一军机进入中国境内，投下两枚炸弹后坠毁，飞机残骸于13日下午4时左右在薄刀山被中国民众发现。
3月13日16时30分左右，缅军空军第四次突入中国境内，第三次对中国境内投弹。有3发炮弹落在云南省临沧市耿马县孟定镇河外大水桑树，造成中国平民3死，包括緬甸難民在內多人受伤，其中一名伤者后因伤势过重在医院不治身亡。距事发地3公里的当地中国村民张小姐称事发时当地村民正在砍甘蔗，“此后我们听到缅甸战斗机飞过来，在附近发生了爆炸，我们大概半个小时后到达现场，云南当地的工作人员也已经抵达现场。”“现场残肢被炸的到处都是”。
村民谷小枝称当时“突然我听到飞机的声音，刚抬头看到飞机，几秒钟后炸弹就落了下来。”炸弹落在她身后10米处，捆绑好的甘蔗飞起来，尘土和烟火弥漫，冲击波把她击倒在地，所幸没受伤。“一片哭喊声，有人喊‘死人了’。我从地上爬起来，脚踩到一个东西，一只断手，周围还散着好几只断手断脚。”她赶紧往村子里跑。此外，飛行員出現了奇怪動作，飞机投下炸弹后并没立即飞走，而是在空中盘旋了两三圈后才朝缅甸方向飞走。

## 反应

### 中华人民共和国

#### 政府
3月13日晚，中国外交部副部长刘振民紧急召见缅甸驻华大使帝林翁，就缅军机炸弹造成中方人员死伤提出严正交涉。
3月14日，中国驻缅甸大使杨厚兰在内比都分别紧急求见缅甸副总统赛茂康和国防军总司令敏昂莱大将，就3月13日缅甸军机炸弹落入中方境内造成中方人员伤亡提出严正交涉。
3月14日，云南省人民政府外事办公室副主任王伟紧急约见缅甸驻昆总领事吴昂觉悟，就缅军机炸弹造成中国公民伤亡事进行交涉。要求缅方立即彻查事件，严惩肇事者，向中方死伤人员家属郑重道歉，妥善处理善后事宜，对中方人员伤亡和财产损失进行赔偿，并立即采取实际行动平息事态，不再发生战火殃及中国境内的事件。
3月15日，中国国务院总理李克强在两会闭幕后的总理中外记者会上，回应缅甸边境问题时说，中方坚决保护人民生命和财产安全。

#### 军队
3月14日早间，中国空军新闻发言人申进科上校表示，中国空军13日组织多批战机起飞，对向中国边境抵近飞行的缅甸军机进行跟踪、监视、警告、外逼。
3月14日下午，中共中央军委副主席范长龙上将与缅甸国防军总司令敏昂莱大将就缅军机炸弹造成中方人员伤亡紧急通话。范长龙明确要求，缅军高层要严格管控约束部队，绝不能再次发生此类事件。否则，中国军队将采取坚决果断措施，保护中国人民生命财产安全。
15日，据孟定镇居民反映，有大量中国人民解放军的人员和设备（如：PG-99式双管35毫米速射炮、红旗-12地空导弹、对空警戒雷达、歼7E型、歼11歼击机）进入当地，全部携带实弹。当地公务员李亮表示“当他国战火蔓延到我们这里引发担忧后，自己的军队出现是最好的定心丸。”

### 緬甸
3月14日，据路透社消息，缅甸总统办公厅副主任佐泰称，缅军与中国军方始终消息畅通，中方知晓缅军的空袭计划，缅军“严格执行了事先告知中方的信息”并指出“可能是敌人故意制造袭击，企图制造我方与中方之间的误会……我们将在约见中国大使时向他们做出解释。”“此次扔炸弹到中国境内的不是政府军的飞机，军机有飞行记录和地面资料，相信通过双方合作调查将会得知事件原因。”
3月14日，缅甸国防军总司令敏昂莱大将与中共中央军委副主席范长龙上将通话时表示，缅方理解中方感受，将尽快派人与中方一起进行认真调查，妥善解决问题，追究相关人员责任。
3月15日，缅甸总统发言人兼宣传部长吴耶突对外媒表示，缅方将检查缅甸军机的飞行记录，需要仔细调查到底是缅方军机炸弹还是果敢同盟军的炮弹，他还说不排除此次事件是由果敢同盟军所为。但是果敢同盟军发言人则表示与此次事件无关。
缅甸时间3月16日早上9点，缅甸政府对“313事件”发布了正式新闻公报：
据悉，3月13日下午，缅军与果敢同盟军战斗时，造成中国云南省临沧市耿马县孟定镇大水桑树村正在甘蔗地作业的边民5死8伤。

有关上述事件，中国已和缅甸外交部和军队进行了联系。缅军对此已进行了初步调查。缅军为了两国友谊，避免在战争中侵犯到另一方，已加强对缅甸边境的管治。
然而，战争还是造成了中国边境一部分人员的伤亡，对此我们也很难过。
为了尽快查明真相，3月15日缅甸政府代表团、中央负责人、云南省负责人、云南省外事办负责人、缅甸驻昆明领事馆领事等一行人已经到事发地进行了详细调查。
该事件是否是由果敢同盟军制造，旨在破坏中缅两国的友谊及边境地区的安宁，调查结束后我们便知。

作为缅甸政府，将通过两国外交部使节进行紧密的合作，并按照和平共处五项原则，实现边境地区的和平安全。

## 善后
5名遇难者都是男性，年龄最大的35岁，最小的22岁，遗体因為破損，已于14日全部火化并安葬，云南当地的政府给予每位死者每人两万元的安葬补助。当地政府已经对事发地进行了封锁和取证，并把相关的证据材料提供给了相关部门。截止16日，8名伤者中还有3人伤势较重仍在住院，其中有两人已脱离危险，还有一人仍在重症监护室接受救治，其余5名伤者伤势较轻，事发后进行了简单的处理后就已出院回家。
临沧市政府组织党员干部深入边境村寨，全面开展安全防范宣传教育，安抚稳定群众情绪，避免群众心理恐慌。同时，继续组织基层干部群众在边境一线所有村寨的居民屋顶及边境沿线插上中国国旗，并在边境一线加强军警力量。严防境内外人员非法出入境，严防境外武器弹药流入境内。

## 调查
凤凰网军事评论员刘畅认为从中方记者进入事发地区发出现场照片看，此次造成中国无辜平民伤亡的很可能不是缅甸政府军战机投下的航弹，真凶很可能是在中缅边境附近作战的缅甸政府军或果敢同盟军的60毫米迫击炮误击。但根据当地村民描述，确实是在缅甸飞机经过并听到投弹呼啸才听到爆炸来看，缅甸军机确实进入中国领空，而且炸弹是由飞机投掷的可能性更大。或为官方掩盖雇佣评论员大事化小的舆论宣传。
然而3月16日，中国外交部发言人洪磊在例行记者会上就缅军机炸弹造成中方边民伤亡事件答记者问，表示缅甸军机炸弹造成中方人员伤亡的事实是清楚的。缅方已于15日派工作组抵达中缅边境地区，同中方展开联合调查。凤凰网新出现一张直径达两米弹坑，目前已确认为缅甸政府军战机入侵轰炸行为。

## 后续
缅甸媒体称，缅甸军方从3月15日开始，动用没有挂弹的无人机，在果敢地区进行战地侦查。缅甸军方撤销了正在果敢地区指挥作战的三个步兵师师长，但并没有说明是否与此次缅甸军机炸弹落入中国有关。然而，於3月20日，炸彈五度落入中國，所幸沒有瞄準目標，未爆炸造成傷亡，而官方則沒有相關報導。但始终没有对此事向中国道歉，口头上承诺对每个中国死者赔偿三万人民币也一直没有支付。
2015年4月2日，缅甸总统特使、外交部长吴温纳貌伦赴中国向中方表示道歉，对遇难者家属和受伤人员表示慰问，并表示将加强内部管理，不让类似事件再次发生。
2015年4月13日，缅军炮弹再次打入中国境内，落点在南宋里至大洞路段。
2015年5月14日晚8時半左右，缅甸两枚炮弹落入中国云南省臨滄市鎮康縣縣城南傘鎮一飯店旁爆炸，导致5人受伤，其中2人重伤。